# Stinson Beach
Stinson Beach és una concentració de població designada pel cens dels Estats Units a l'estat de Califòrnia. Segons el cens del 2000 tenia 632 habitants.

## Demografia

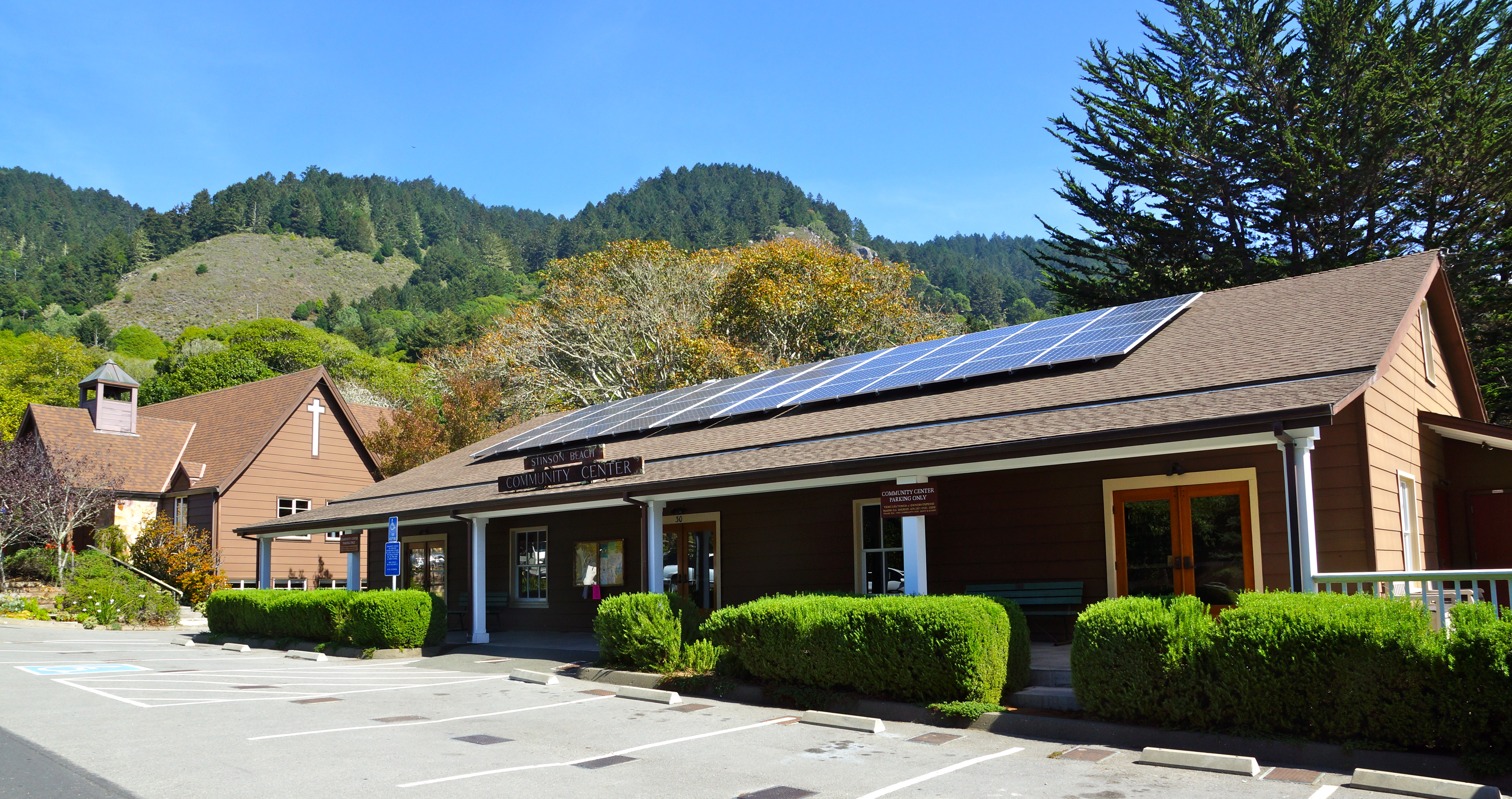
Església i centre comunitari

Segons el cens del 2010, Stinson Beach tenia 632 habitants, 339 habitatges habitats i 434 deshabitats, i 178 famílies. La densitat de població era de 170,81 habitants/km².
El 2000, hi havia encara 374 habitatges habitats, en un 18,7% hi vivien nens de menys de 18 anys, en un 40,6% hi vivien parelles casades, en un 4,8% dones solteres, i en un 52,4% no eren unitats familiars. En el 42% dels habitatges hi vivien persones soles l'11% de les quals corresponia a persones de 65 anys o més que vivien soles. El nombre mitjà de persones vivint en cada habitatge era d'1,98 i el nombre mitjà de persones que vivien en cada família era de 2,75.
Per edats la població es repartia de la següent manera: un 16,9% tenia menys de 18 anys, un 3,3% entre 18 i 24, un 25,8% entre 25 i 44, un 39,4% de 45 a 60 i un 14,5% 65 anys o més.
L'edat mitjana era de 47 anys. Per cada 100 dones de 18 o més anys hi havia 100 homes.
La renda mitjana per habitatge era de 87.679 $ i la renda mitjana per família de 105.827 $. Els homes tenien una renda mitjana de 58.750 $ mentre que les dones 56.875 $. La renda per capita de la població era de 62.452 $. Entorn del 3,8% de les famílies i el 5,1% de la població estaven per davall del llindar de pobresa.

## Poblacions més properes
El següent diagrama mostra les poblacions més properes.